# Cône de déjection
Ne doit pas être confondu avec Éboulis.

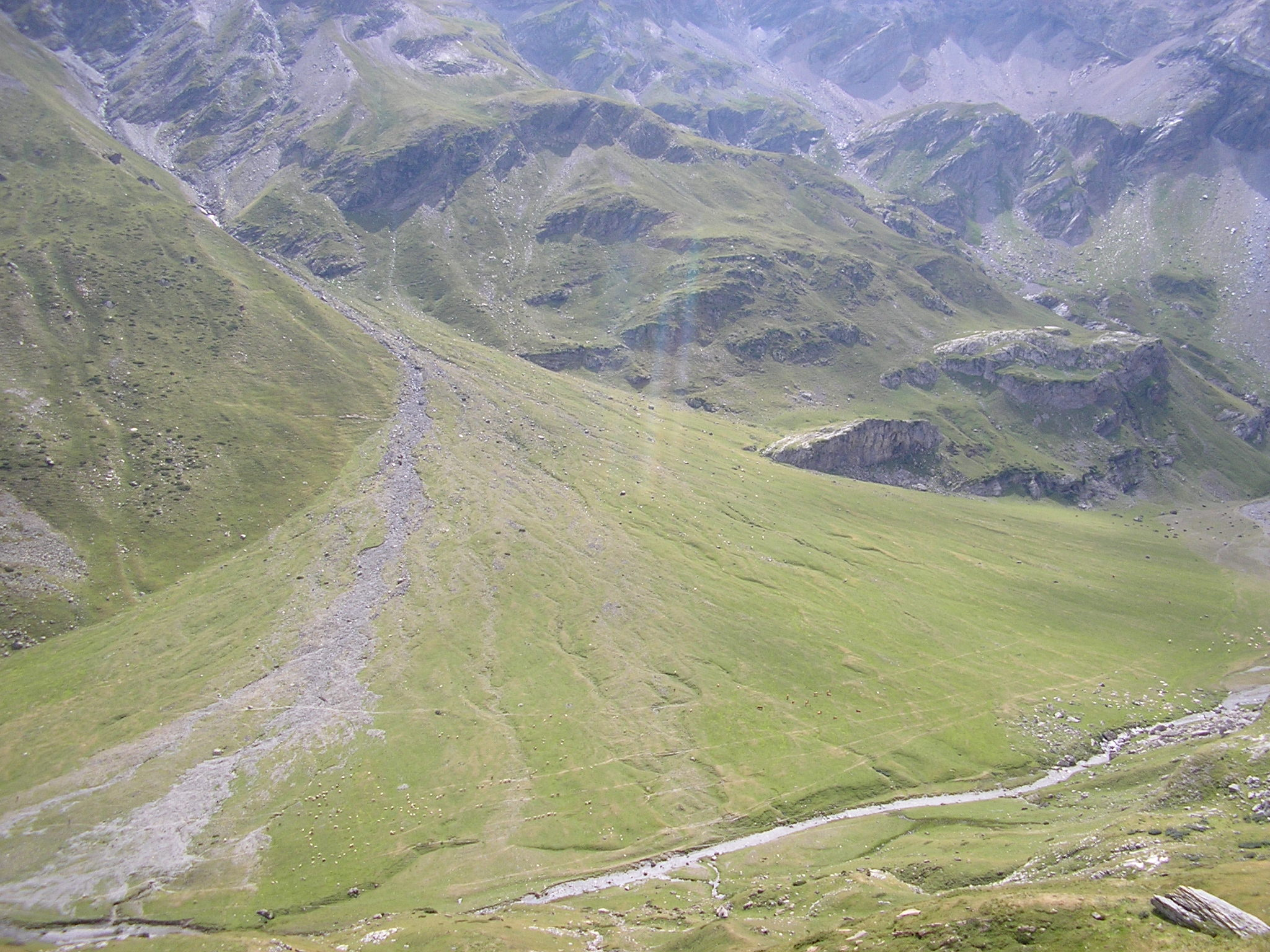
Cône de déjection dans les Pyrénées, en France

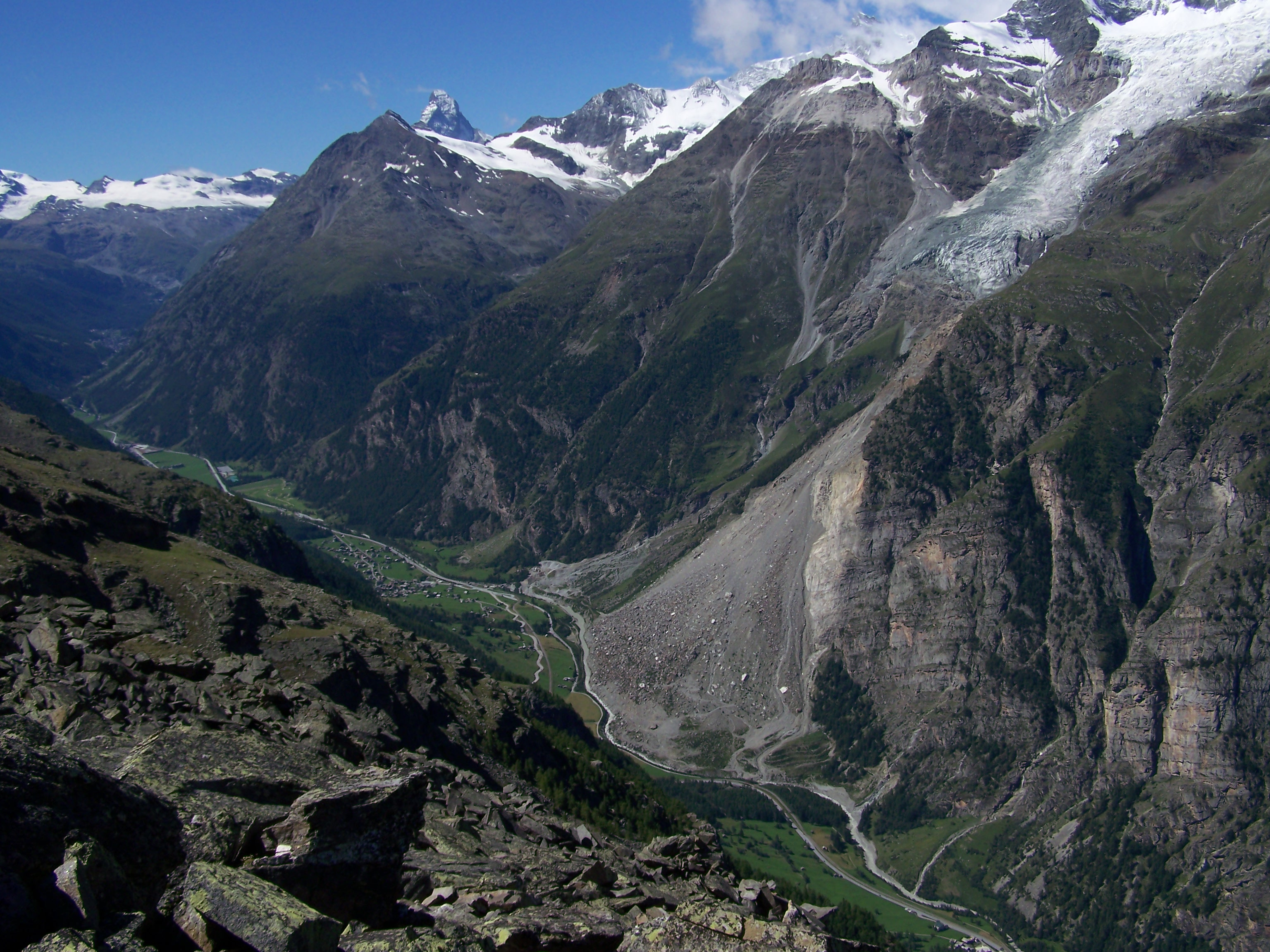
Cône de déjection à hauteur de Randa en Suisse. Le torrent issu du glacier charrie des alluvions qui déplacent le cours de la rivière sur l'autre versant de la vallée.

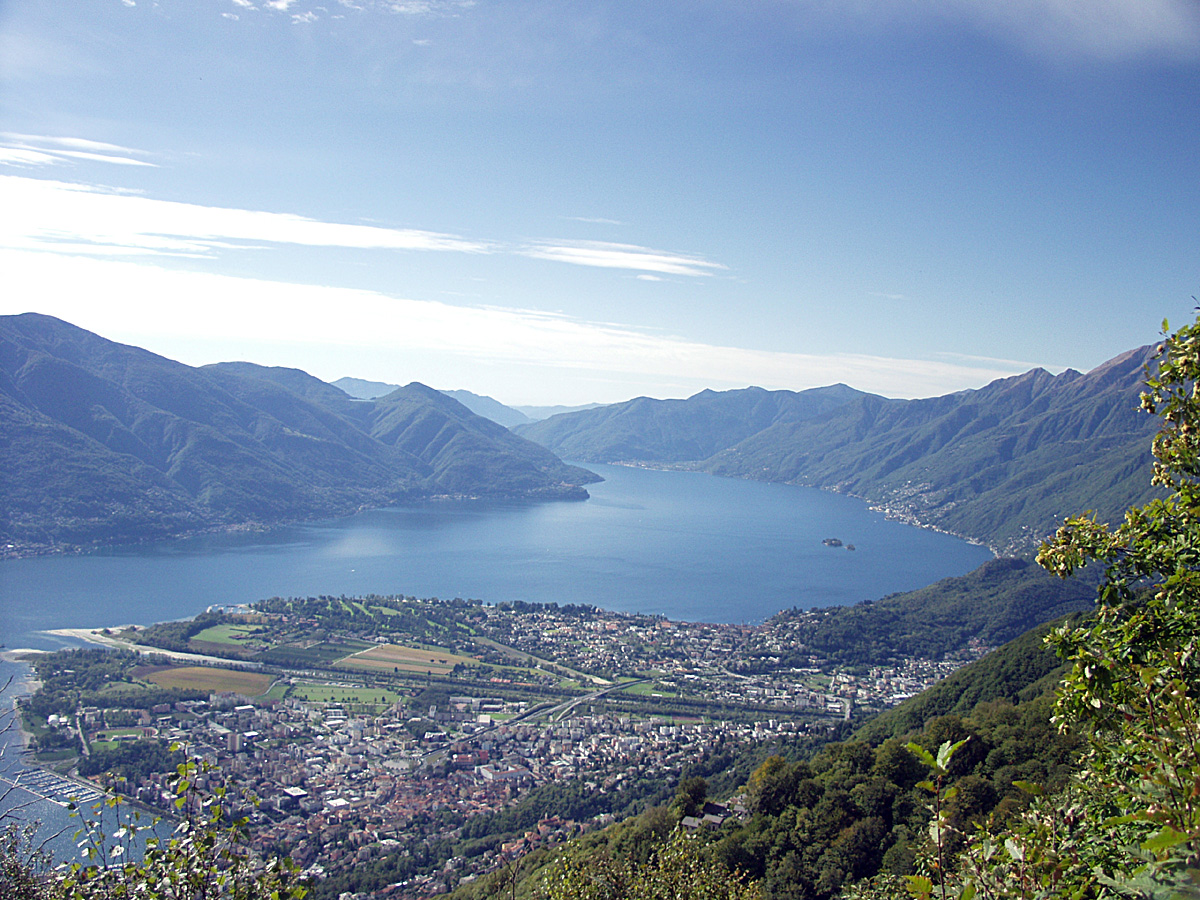
Cône de déjection formant un delta dans une vallée noyée par un lac. Les matériaux apportés par le cône ont surélevé le niveau de cette zone par rapport au lac.

Un cône de déjection ou cône alluvial est un relief alluvial des zones de montagnes. Il a généralement la forme d'un cône, fait d'un dépôt de sédiments au débouché du bassin versant d'un torrent associé,. C'est une composante fondamentale du paysage des vallées de montagne.  

## Description
Le plus souvent de forme conique, il est situé à une rupture de pente concave du lit d'un torrent, au débouché d'un talweg pentu dans une vallée. Cette accumulation de sédiment provient d'apports par le torrent ou par des événements massifs (écroulement, glissement de terrain). De ce fait, le cône de déjection est un remplissage de matériaux très hétérogène des vallées alpines,. 

## Formation
Ces matériaux proviennent un ravinement érosif prononcé à l'amont, suivi d'un fort transport solide par l'appareil torrentiel puis d'un dépôt,. Les crues et les laves torrentielles constituent un apport majeur dans la formation du cône. Il enregistre ainsi les évolutions du fonctionnement du torrent révélant les différents contextes paléoclimatiques.   
Le sommet d'un cône de déjection, soit le point à partir duquel le cours d'eau n'est plus latéralement confiné, est appelé apex. Le lit du cours d'eau générateur du cône de déjection est susceptible de divaguer sur l'ensemble du dépôt, avec un fond souvent perméable, ou au contraire se reformer en entaillant la surface du cône[réf. nécessaire]. 

## Impacts sur les humains
Pour les sociétés humaines, le cône de déjection sont à la fois sources d'opportunités et de difficultés.  
Les cônes de déjection ont séduit les premières sociétés villageoises car ces espaces sont propices à l'agriculture et à l'urbanisation,. Deux raisons semblent expliquer ce choix : la faible pente de cet espace dans un contexte montagnard et la richesse des sols alimentés par les colluvions. 
Les difficultés qui sévissent dans ces espaces sont liés aux aléas torrentiels : nés des dépôts torrentiels, les cônes de déjection sont encore affectés par ces phénomènes,. Crues et laves torrentielles impactent l’humain et ses activités.